# Кожевников, Павел Андреевич
Павел Андреевич Кожевников (род. 19 марта 1942, Сталинское, Башкирская АССР) — водитель строительно-монтажного управления № 2 треста «Башспецнефтестрой». Полный кавалер ордена Трудовой Славы.

## Биография
Павел Андреевич Кожевников родился 19 марта 1942 г. в селе Сталинское Архангельского района БАССР.
Образование — среднее.
Трудовую деятельность начал в 1960 г. плотником на Стерлитамакской ТЭЦ-1. С 1965 г. работал водителем на автобазе № 1 треста «Башкирстройтранс».
С 1994 г. работал водителем в ОАО «Чародейка» в г. Уфе, с 1996 г. — водителем строительно-монтажного управления № 2 треста «Башспецнефтестрой».
В 2002 г. вышел на пенсию.

## Награды
За успехи, достигнутые в выполнении планов и принятых социалистических обязательств, высокопроизводительный и долголетний труд на одном предприятии П. А. Кожевников награждён орденом Трудовой Славы I (1989), II (1986), III (1978) степени, медалями.